# Iglesia de San Nicolás (Gante)

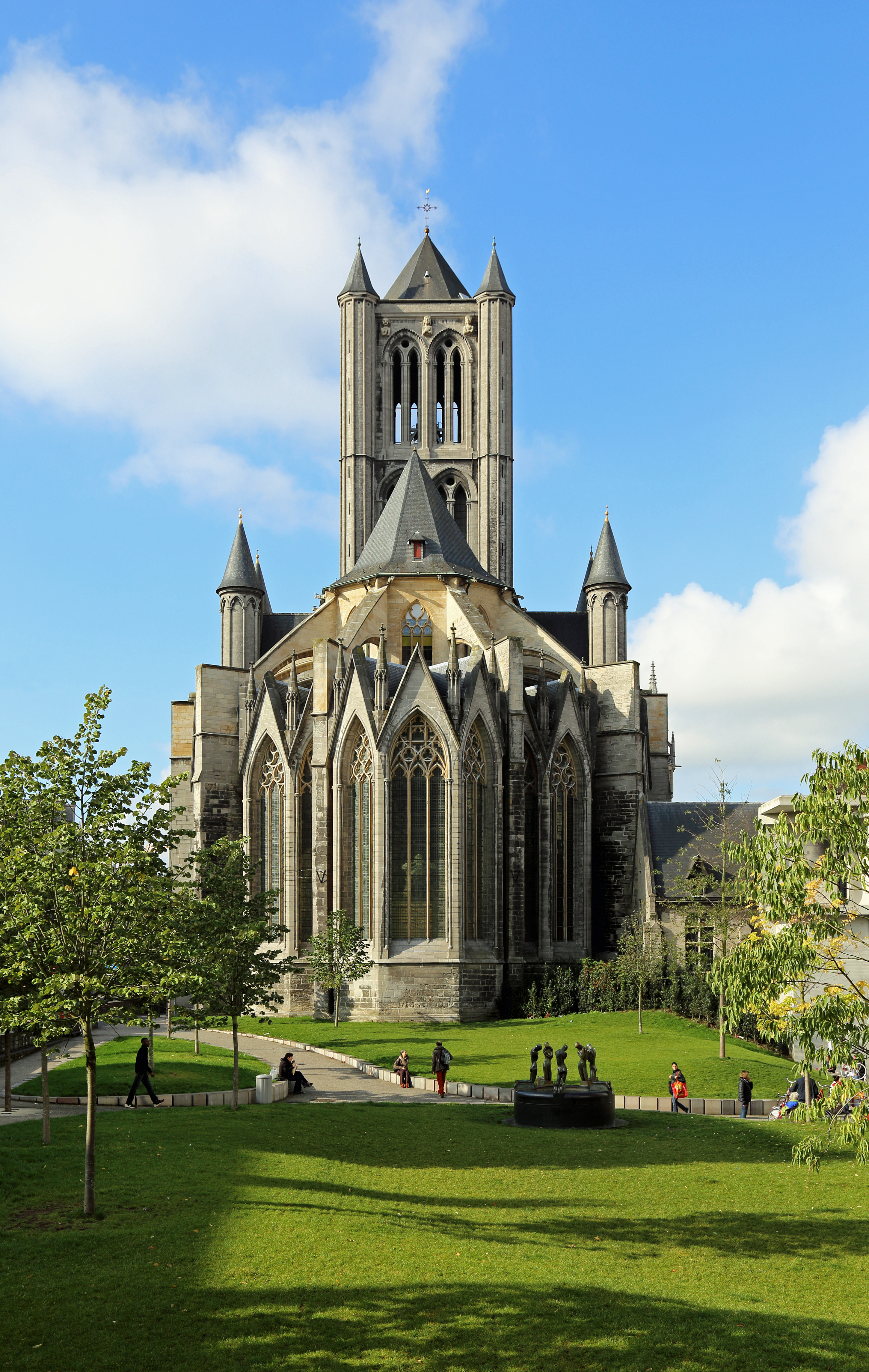
La cabecera de San Nicolás

La iglesia de San Nicolás (en flamenco: Sint-Niklaaskerk) es uno de los monumentos más antiguos y destacados de la ciudad de Gante, Bélgica. Su construcción se inició a principios del siglo XIII, reemplazando a una anterior iglesia románica ubicada en el mismo lugar y que se incendió en 1176, la construcción continuó durante el resto del siglo en el  estilo gótico tournaisino propio de la zona del Escalda. Las características de este estilo local es el uso de la piedra azul-gris de la zona de Tournai, la existencia de un campanario o linterna sobre el crucero, y unas pequeñas torres de cubierta cónica en las esquinas del edificio. 
Construida en el centro comercial histórico de Gante, cerca de la bulliciosa Korenmarkt (mercado de trigo), la iglesia de San Nicolás fue popular entre los gremios de comerciantes, cuyos miembros llevaban a cabo sus negocios en las proximidades. Estos gremios construyeron sus propias capillas que se añadieron a la iglesia entre los siglos XIV y XV.
La torre central, que fue financiado en parte por la ciudad, sirvió como puesto de observación, siendo trasladadas las campanas de la ciudad al construirse el vecino campanario de Gante. Estas dos torres, junto con la de catedral de San Bavón, todavía definen el horizonte medieval de la ciudad. Uno de los tesoros de la iglesia es su órgano, construido por el famoso fabricante de órganos francés Aristide Cavaillé-Coll.
La iglesia fue severamente dañada durante la Reforma Protestante, en la que se perdió la ornamentación gótica, y también durante la Revolución francesa y las dos guerras mundiales, permaneciendo en restauración desde 1960.

## Galería de imágenes

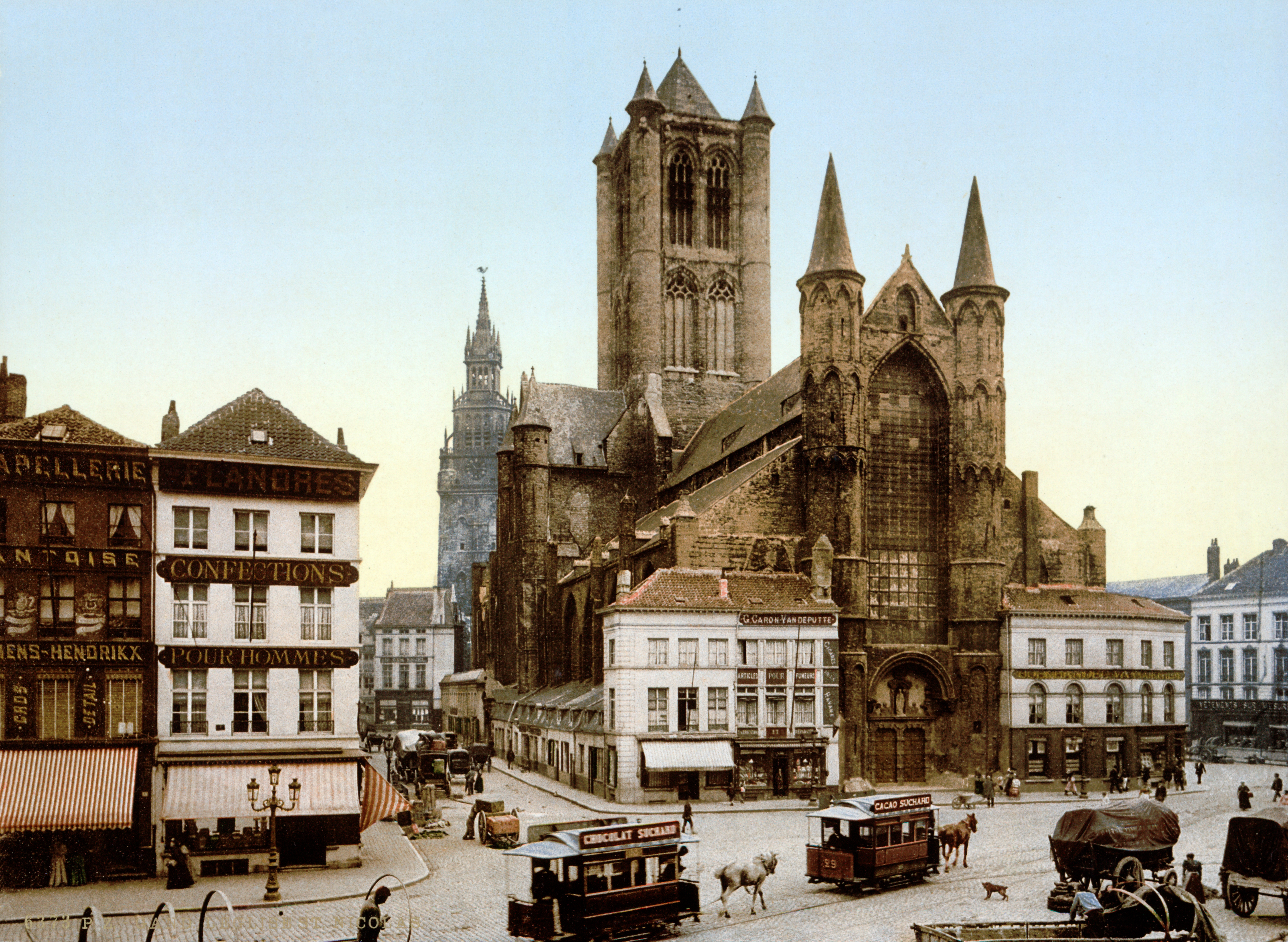
Vista de la Iglesias de San Nicolás entre 1890 y 1900
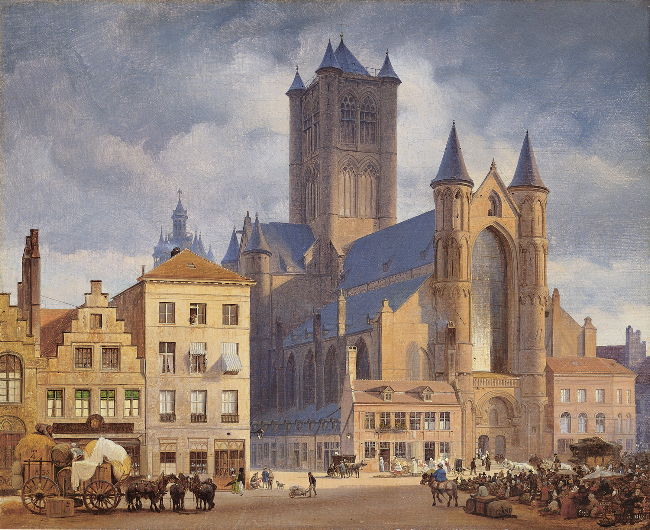
Pintura del siglo XIX
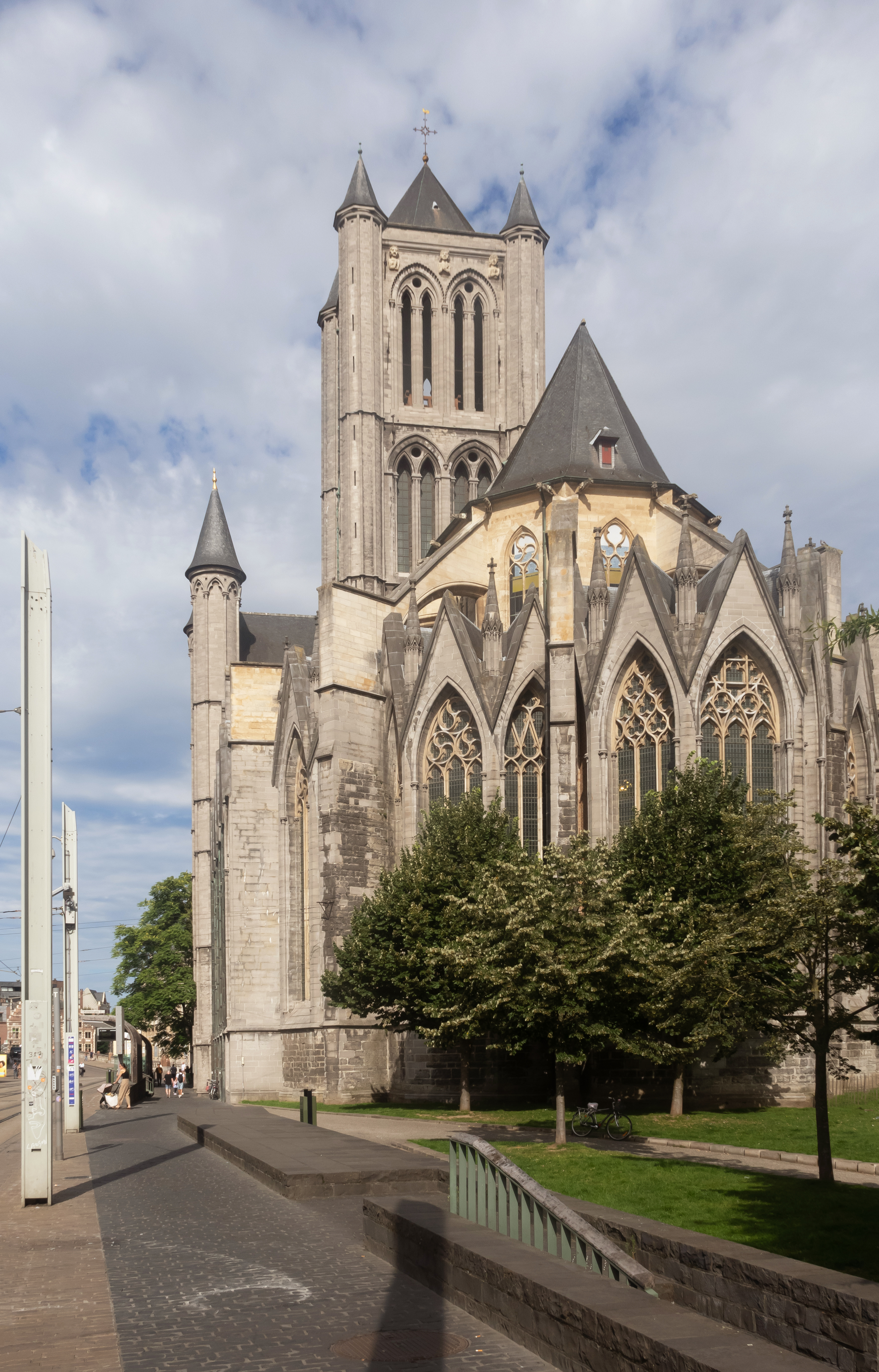
Iglesia San Nicolas
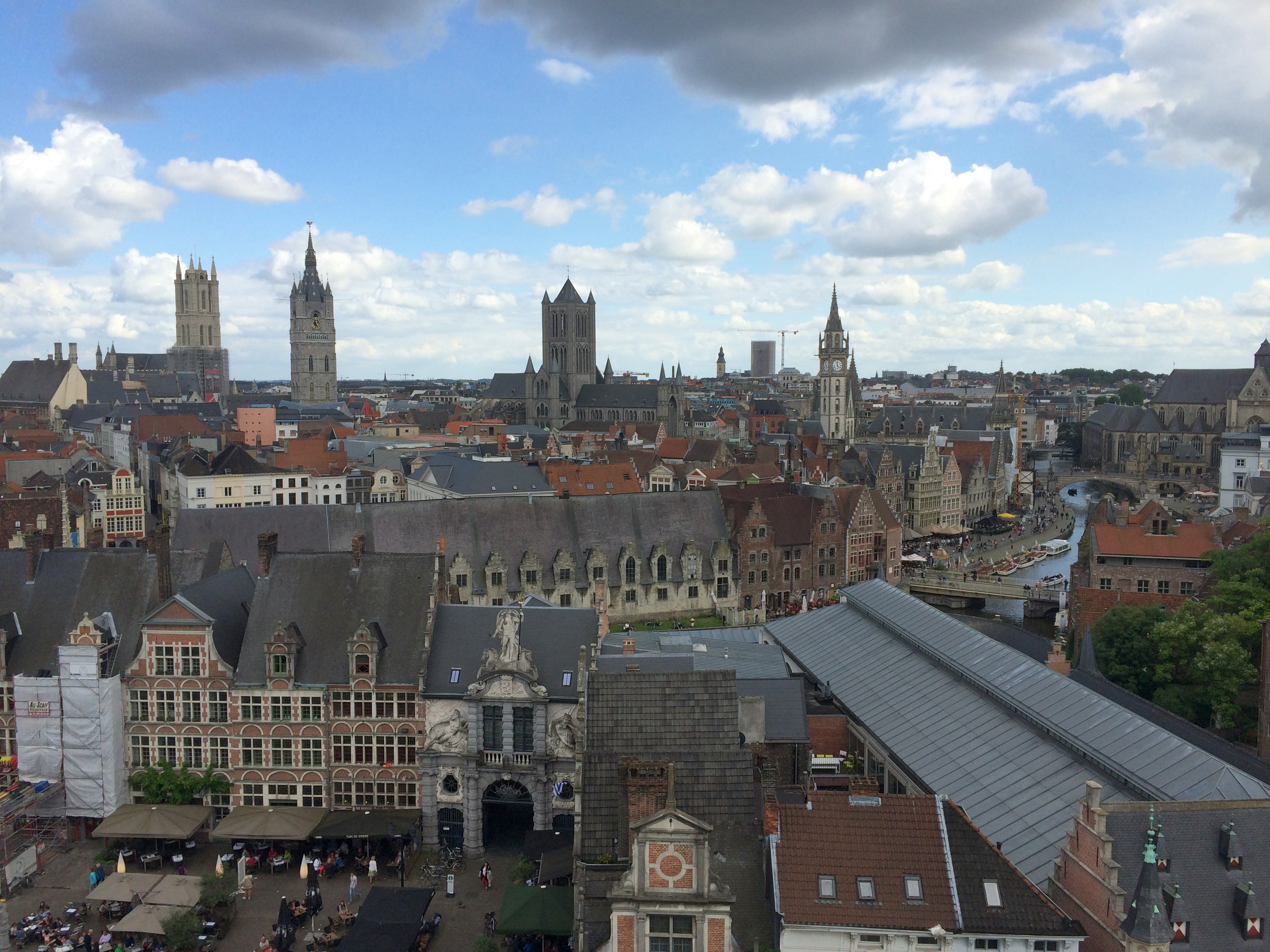
Las tres torres de Gante: San Nicolas en el  centro

Vistas interiores
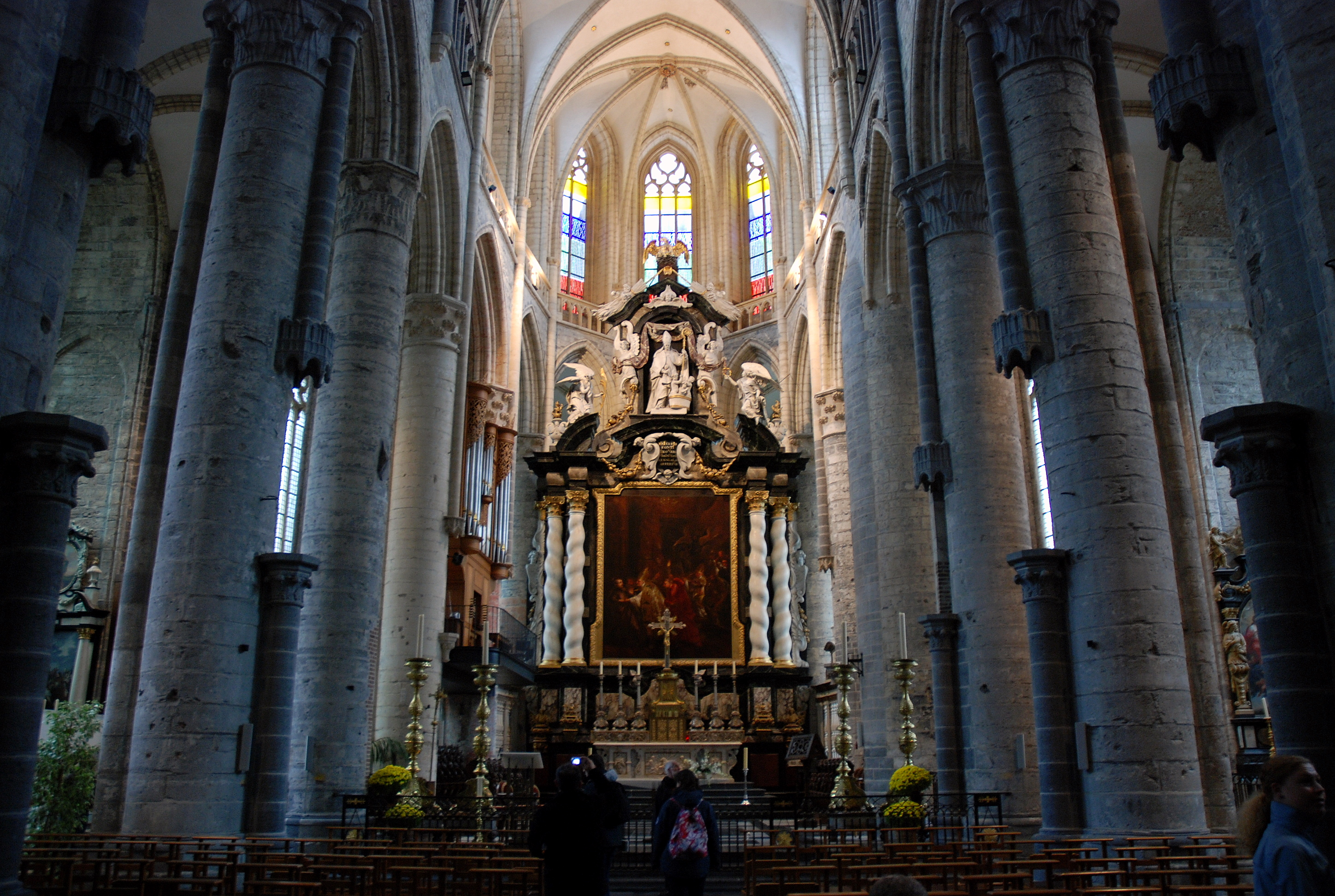
Vista interior, frente al altar
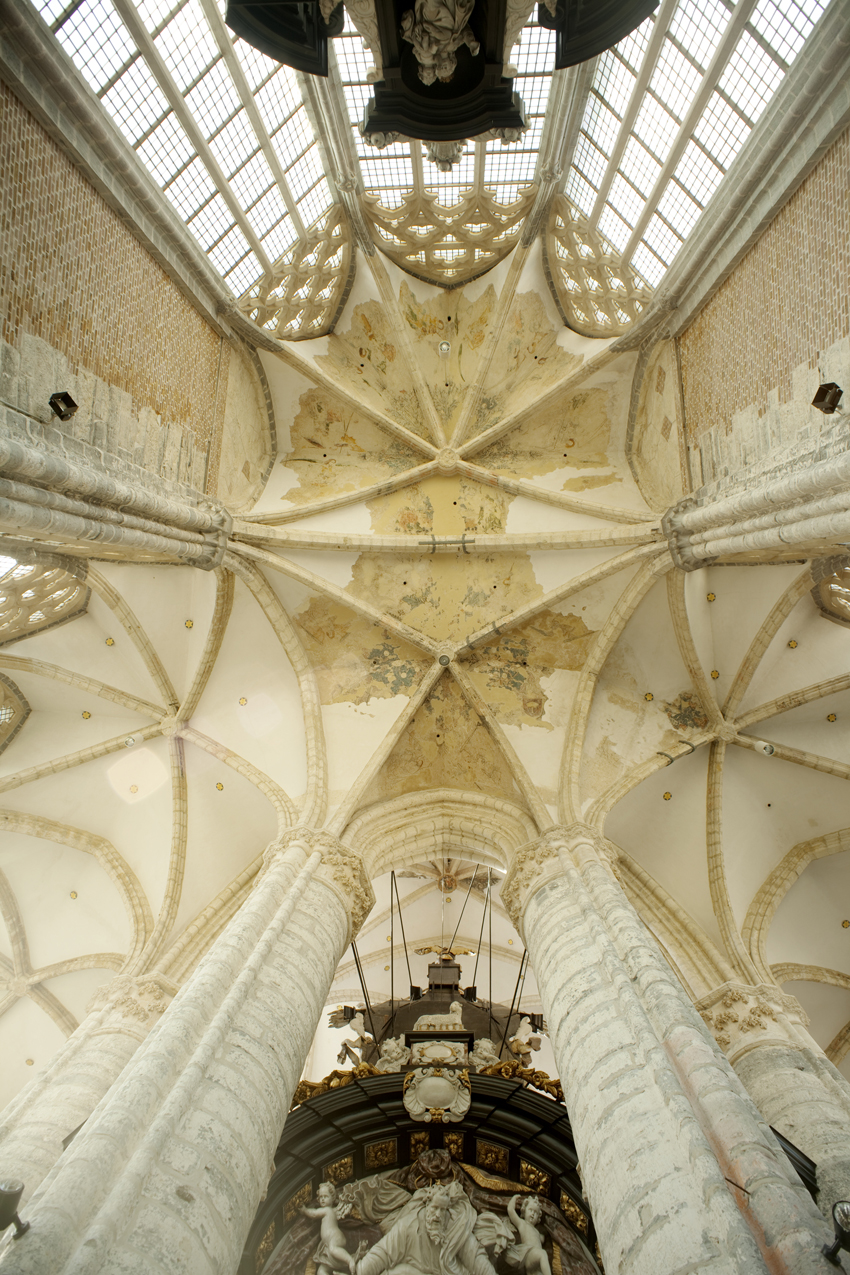
Techo del deambulatorio con restos de frescos
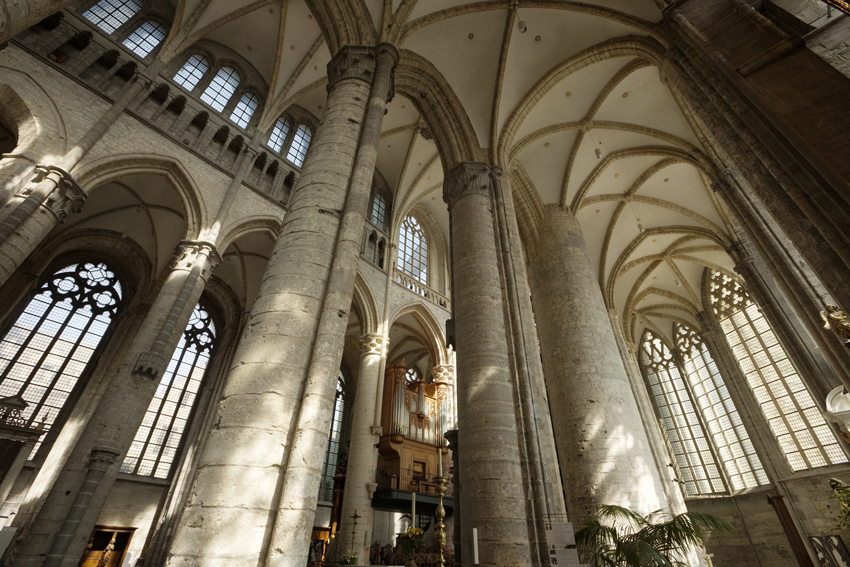
Interior (coro)
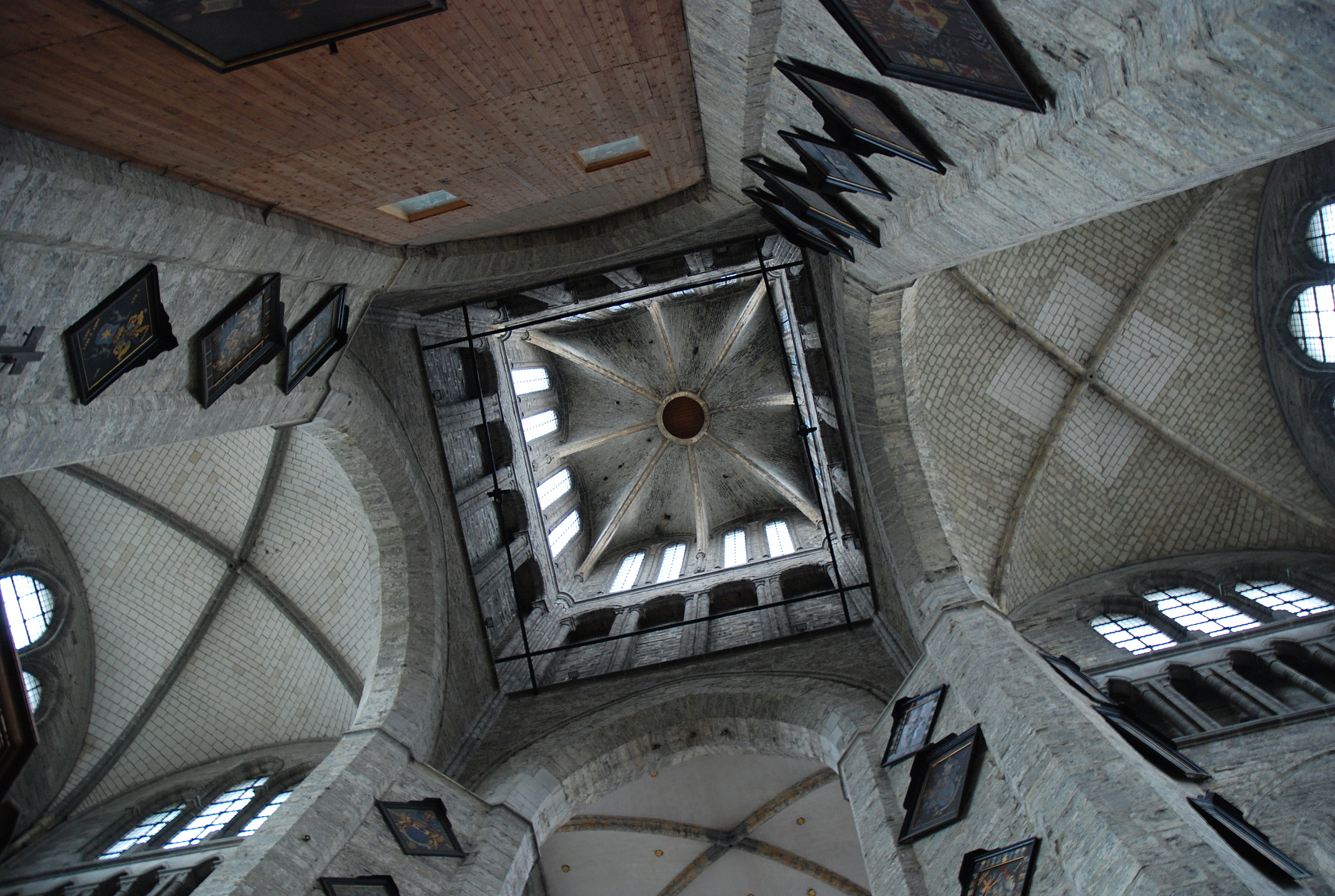
Bajo el cimborrio